# Župnija Majšperk
Župnija Majšperk je rimskokatoliška teritorialna župnija dekanije Dravsko polje mariborskega naddekanata, ki je del nadškofije Maribor.